# Filosofia política

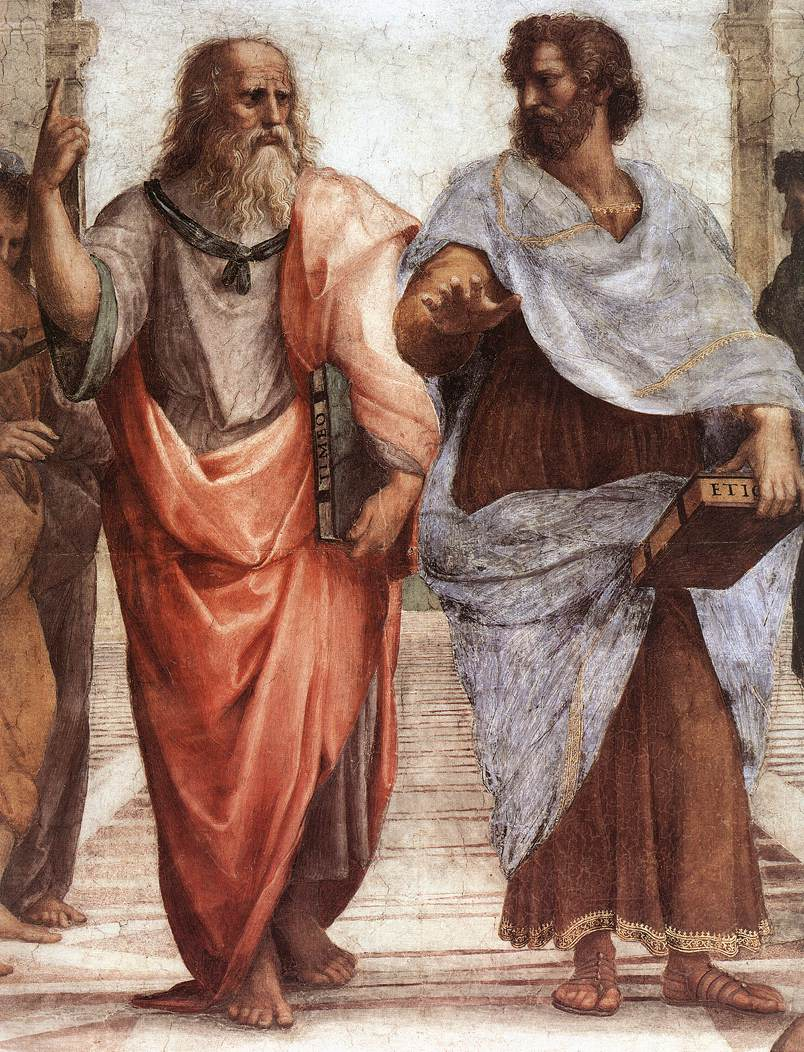
Plató (esquerra) i Aristòtil (dreta), en un detall de l'obra L'Escola d'Atenes, un fresc de Rafael. La República de Plató i la Política d'Aristòtil els van convertir en dos dels més influents filòsofs polítics.

La filosofia política és una branca de la filosofia que estudia els conceptes sobre el poder, l'organització política, les lleis i la relació social entre els individus. S'acostuma a considerar part integrant de l'ètica aplicada.
A l'antiguitat clàssica incloïa tot allò que no era ontologia o filosofia sobre la natura i el món físic, i es basava a definir el paper de l'individu a la societat, així com la forma idònia de govern. A l'Edat Mitjana les qüestions tractades es van ampliar per incloure la relació entre política i religió, mentre que a partir de l'Edat Moderna les tesis del contracte social van centrar el debat polític. Modernes són també les principals escoles polítiques, amb un rerefons filosòfic evident, que van desembocar en la ideologia política contemporània, unida a l'anàlisi econòmica.

## Edat antiga
Se sol considerar que la filosofia política com a tal comença amb Confuci, el primer pensador que va articular una teoria completa sobre l'estat, els governants perfectes i la funció del poble per assegurar-ne la viabilitat. Va afirmar que l'individu s'havia de subordinar als líders, igual que un fill amb un pare. El governador ha d'actuar com un progenitor protector, mentre que els seus súbdits han d'obeir les seves ordres i mostrar lleialtat i respecte. Només així pot prosperar un país. D'ell derivaran totes les concepcions lligades al paternalisme polític.
Plató va considerar que la política era el centre de la seva filosofia, el seu objectiu era crear un govern ideal, una República on no es poguessin produir situacions com la que havia acabat amb la vida del seu mestre, Sòcrates. Per això considerava que la democràcia no era un bon sistema, ja que la majoria pot estar equivocada en les seves decisions. El govern ideal, aleshores, seria una aristocràcia on els filòsofs tinguessin el poder, entenent filòsofs com les persones més sàvies i educades. Aquests usarien la raó per buscar en cada ocasió allò més just per al conjunt de la societat, una virtut que a Occident s'ha perpetuat en moltes de les utopies polítiques. Per contra, Aristòtil creia que sí que era desitjable una democràcia, sempre que no fos radical i que prevalgués la raó en les decisions preses pels ciutadans, que tenien com a objectiu assolir la felicitat comuna. L'educació juga en ambdós pensadors un paper clau, ensenyant a cada membre de la polis les seves obligacions respecte als altres i permetent desenvolupar la racionalitat. La dedicació a la política seguint aquestes màximes es tornarà posteriorment un ideal cívic, com demostra Ciceró a De re publica.
En una línia diferent s'ha de llegir l'obra de Chanakya, ja que no busca el bé comú sinó el poder del seu estat per sobre dels altres, legislant sobre els mètodes més adequats per anar a la guerra o donant consells diplomàtics. És per tant un pensament que inaugura de manera formal les relacions internacionals i que prefigura alguns dels camps moderns de les ciències polítiques, com ara les relacions entre conflictes i economia o poder regional. Chanakya també s'ocupa d'aspectes pràctics de la legislació, un tret que adoptarà l'escola de les lleis xinesa.

## Edat mitjana

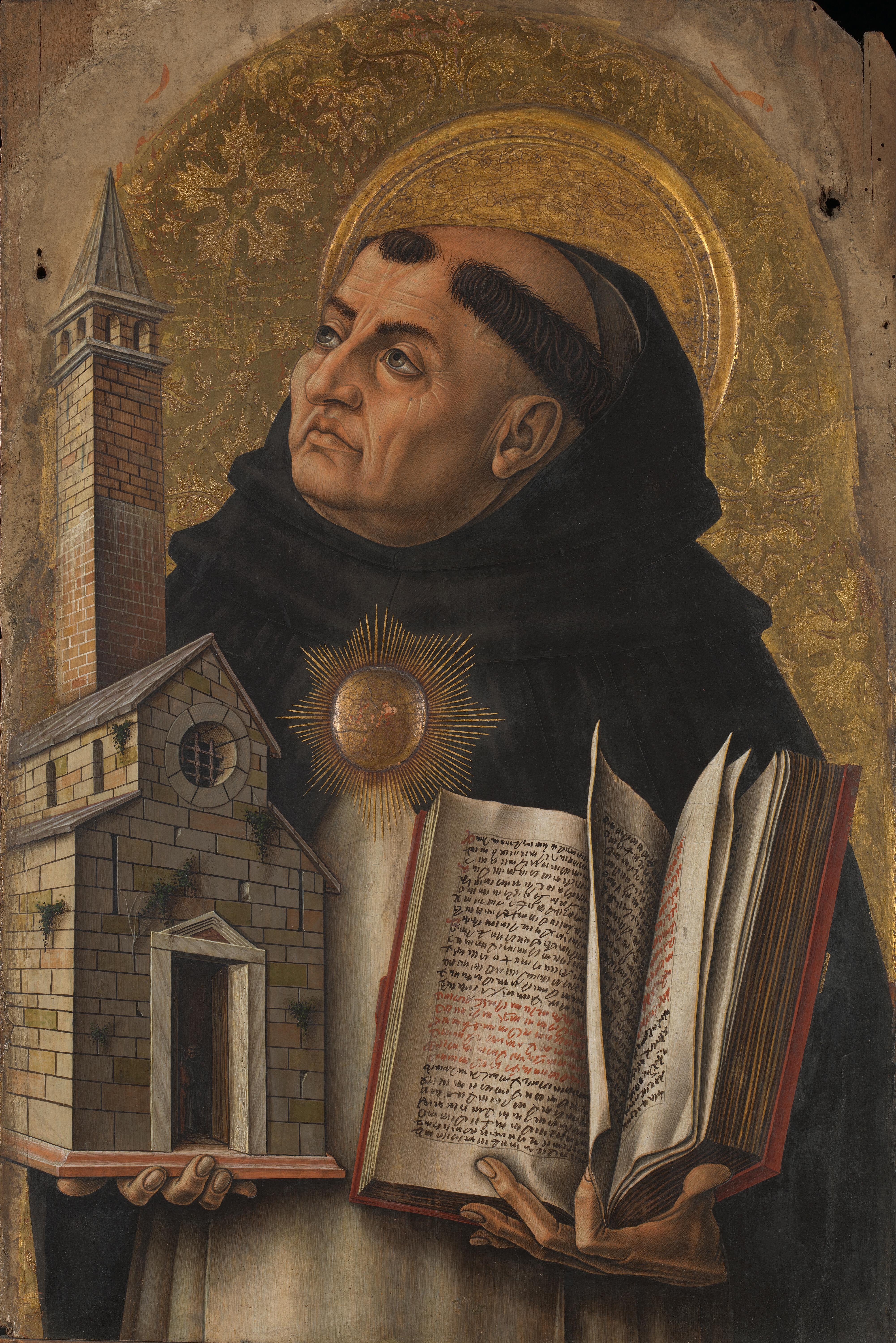
Tomàs d'Aquino

El teocentrisme medieval europeu va amarar la filosofia política d'aquest període. Es considerava que l'ésser humà tenia com a objectiu seguir la tasca divina començada a la Creació i que l'únic sobirà autèntic era Déu. D'aquí que la majoria de reis intentessin fer derivar el seu poder d'un llinatge escollit per Déu. Una altra conseqüència d'aquesta barreja entre religió i política va ser l'ampliació dels tipus de lleis previstos. En la tradició grega es distingia la llei natural de les lleis humanes, de les quals s'ocupava la filosofia política. Per al filòsof Tomàs d'Aquino, en canvi, existeix una primera divisió entre lleis divines i humanes, i ambdues es poden classificar en dues branques, segons el seu caràcter, de manera que acaba establint quatre tipus de lleis: la llei eterna, la llei divina positiva, la llei natural i la llei humana, cadascuna subordinada a l'anterior.
Al món islàmic es va produir igualment la unió entre política i religió. Els pensadors desenvolupaven llibres sobre com aplicar els ensenyaments de l'Alcorà a la vida quotidiana i al govern civil. La umma o comunitat de musulmans havia de veure's guiada pels imams independentment del poder polític concret de cada regió. De fet aquest poder segons Ibn Khaldun havia d'estar reduït a la mínima expressió, suficient per garantir la protecció física dels governats.

## Edat moderna
Un dels pensadors moderns més destacats en l'àmbit de la filosofia política és Nicolau Maquiavel, cèlebre pel seu realisme i pragmatisme. Admetia l'ús de la força per part dels governants, especialment per reprimir amenaces al país, siguin internes o externes. Se li atribueix la frase "El fi justifica els mitjans" com a resum de la seva teoria, on el manteniment del poder del príncep passa per actes que poden ser jutjats com a immorals, però que són útils per a l'exercici polític i, per tant, s'han de jutjar des d'aquesta perspectiva i no des de l'ètica com en les obres clàssiques, atès que per a Maquiavel eren esferes de coneixement diferenciades. Moltes de les seves obres s'emmarquen dins el gènere espills de prínceps, que va popularitzar, amb instruccions sobre com assolir i conservar el poder.
Els monarques de l'edat moderna van anar acumulant progressivament més poder i, a diferència d'altres èpoques, això va ser vist com a injust per un corrent de pensadors que van començar a escriure sobre la reforma social. Alguns d'ells proposaven un sistema ideal apartat de la història present, com Thomas More, que va inaugurar el gènere literari i polític de la utopia. A les utopies es canvia totalment el sistema vigent per assolir la felicitat de tots els habitants d'aquests mons aïllats.

La llibertat guiant el poble (1830, Louvre), una pintura de Delacroix feta en un moment en què dos models de política van entrar en conflicte.

La il·lustració va reprendre la separació entre natura i llei que venia de la filosofia grega i així va teoritzar sobre un estat natural oposat a l'estat social on l'home viu sotmès a un poder que es lliga amb un estat. Les diferències, però, rauen sobre els trets d'ambdós estats i com es forma el segon. Per a Hobbes, l'ésser humà és essencialment pervers, com recull a l'aforisme llatí Homo homini lupus est i, per tant, només amb un poder fort, que simbolitza amb el Leviatan bíblic, es podran controlar els instints de violència i permetre la convivència. Rousseau, per la seva banda, considera que l'ésser humà és bo per naturalesa i que és precisament la societat la que el corromp, ja que la majoria de defectes neixen del grup i no de l'individu. Coincideix, tanmateix, amb Hobbes en la creació de l'estat a partir del pacte social, on les persones d'un mateix territori cedeixen de manera voluntària el seu poder o la seva sobirania a un altre perquè els governi, establint amb ell una mena de contracte tàcit sobre les obligacions de les dues parts. El contracte social suposa un concepte clau, ja que legitima la desobediència o el canvi de líder si el monarca no compleix amb els requisits que li imposen els seus súbdits en aquest pacte. És a dir, com que els reis no provenen d'un mandat diví sinó de la cessió de sobirania del poble, han de governar de forma adequada o se'ls desposseirà del seu poder.
John Locke es considera el pare del liberalisme. Recupera les teories del pacte social i la llei natural per establir que l'ésser humà té per naixença tres drets: a la vida, a la llibertat i a la propietat. La funció de l'estat és garantir aquests drets i en la resta d'afers no ha d'intervenir. Per garantir que no exercís un poder excessiu i innecessari va proposar la separació de poders que posteriorment ampliaria Montesquieu, qui va donar nom al poder executiu, el poder legislatiu i el judicial, cadascú amb funcions diferents per garantir un marc legal que protegeixi les persones. L'auge de la burgesia, que basava les seves relacions en el comerç, va propiciar un increment del pensament econòmic dins la filosofia política, com per exemple a l'obra d'Adam Smith, qui pensava que l'estat havia de deixar operar el lliure mercat sense intervenir per garantir el progrés social.

## Edat contemporània
El segle xix va viure un auge en la filosofia política. Després de l'abolició de l'Antic Règim a molts països, es va començar a repensar quin havia de ser el sistema polític ideal, més enllà d'una monarquia absoluta hereditària. L'auge de la democràcia a diversos països va posar en relleu qüestions com el sistema de vot, qui havia d'elegir i quines discussions havien d'estar a debat, uns temes que han continuat debatent-se al llarg de la contemporaneïtat.

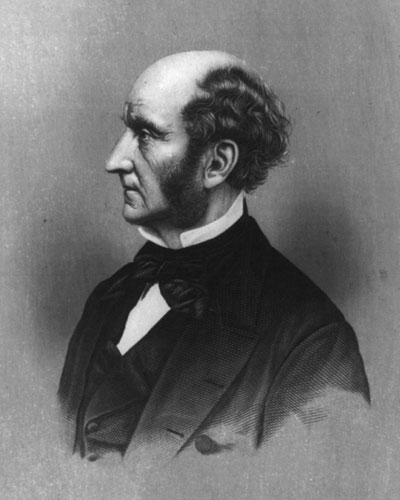
Perfil de John Stuart Mill.

En aquest marc, es va procurar el bé comú i va desenvolupar-se l'utilitarisme, especialment amb l'obra de John Stuart Mill. Aquest filòsof considerava que el millor règim era aquell que proporcionava la major felicitat al major nombre de persones i que aquesta era la fita que havia de considerar-se tant en les accions individuals com col·lectives. Això no volia dir, tanmateix, que les majories tinguessin dret a imposar-se sempre. De fet una de les missions de l'estat era protegir els drets de les minories. Mill va defensar el dret de les dones a esdevenir actives en política i no subordinades a pares o marits.
L'avenç del capitalisme va propiciar l'adveniment de crítiques i alternatives, amb pensadors que proposaven sistemes que eren alhora polítics i econòmics, ja que ambdues dimensions es consideraven cada cop més indestriables. Entre aquests corrents destaca per la seva influència el socialisme amb les seves diverses variants. Proposat per Karl Marx i Friedrich Engels, propugnava la desaparició de la propietat privada, un govern transitori del proletariat (la classe oprimida per la revolució industrial) i un comunisme com a règim final. La seva implantació va donar lloc a pugnes ideològiques entre blocs i països (com l'enfrontament entre els Estats Units i la URSS durant la guerra freda) i l'aparició de partits socialistes a gran part del món desenvolupat. L'espectre polític es dividia, doncs, entre conservadors o "de dretes" i liberals o "d'esquerres", influïts aquests darrers en diferent grau per les idees socialistes. El moviment de l'anarquisme no volia adscriure's a cap grup polític, ja que defensa la desaparició del poder per sobre de l'individu.
Antonio Gramsci va iniciar un moviment de denúncia dels mecanismes del poder per mantenir-se en l'hegemonia, no solament amb la coacció o la força, com s'estudiava des de l'antiguitat, sinó amb la ideologia, la cultura i altres mètodes. Aquest corrent de pensament va continuar en crítics com Michel Foucault, qui va analitzar les estructures del poder des de posicions nascudes al postestructuralisme. Contra aquest abús de poder van sorgir noves formes de participació ciutadana, que reivindicaven l'esfera pública comuna i la possibilitat de decidir en més afers com a protecció contra el poder establert (democràcia deliberativa). Els moviments populars que reneguen del partidisme excessiu i reivindiquen la lluita des del carrer o associacions de la societat civil incorporen aquesta democràcia a les seves demandes. Sovint aquesta exigència de més participació ciutadana es lliga a una exigència de superació de la desigualtat social, basant-se en una teoria de la justícia que beu de l'obra de John Rawls i que es desenvolupa en paral·lel al moviment obrer, el feminisme (postfeminisme, teoria política feminista) i altres corrents que reivindiquen una major pluralitat i igualtat dins del sistema.
No tots els corrents polítics contemporanis es van crear com a resposta cap al capitalisme creixent. Van aparèixer igualment pensadors de signe contrari, com Ayn Rand, que defensava un egoisme racional com a base de l'acció humana. Segons ella, el més assenyat és obrar buscant el propi benefici, ja que els valors de cooperació no poden imposar-se als altres perquè atemptarien contra trets més bàsics com la llibertat. Si tots busquen el màxim guany, tots arribaran a la felicitat o satisfacció de les pròpies necessitats. El govern, aleshores, el que ha de fer és limitar al màxim la possibilitat d'ingerència en temes aliens, per tal de no resultar un fre a l'individualisme natural de les persones.